# Jay Wilsey
Jay Wilsey (6 de febrero de 1896 - 25 de octubre de 1961) fue un actor cinematográfico de nacionalidad estadounidense, que inició su carrera en la época del cine mudo, y que a lo largo de la misma actuó en 99 filmes estrenados entre 1924 y 1944. Entre los años 1920 y 1930, actuó en una serie de cintas de género western con el nombre artístico de Buffalo Bill Jr.

## Biografía
Su nombre completo era Wilbert Jay Wilsey, y nació en Hillsdale, Misuri. Hijo de Albert Ross Wilsey y Cora Roselind Jones, aprendió pronto a montar a caballo. En 1924 fue a Hollywood y, gracias a ser un buen jinete, consiguió un contrato para participar en westerns de Action Pictures. En la compañía trabajó con el nombre de Buffalo Bill Jr., aunque no tenía relación alguna con Buffalo Bill. Su primer film fue Rarin' to Go (1924), producido por Action Pictures y, ya como Buffalo Bill Jr., hizo más de 30 películas.
También actuó para Universal Pictures, participando en seriales como A Final Reckoning (1928) y The Pirate of Panama (1929). Tuvo dificualtades para adaptarse al cine sonoro, actuando en varios westerns de serieB. También fue extra cinematográfico en al menos 32 filmes rodados entre 1932 y 1944, casi siempre sin aparecer en los créditos, como ocurrió en los seriales The Roaring West (1935, de Universal Pictures), y The Miracle Rider (1935, de Mascot Pictures). Tuvo la oportunidad de trabajar junto a famosos cowboys como Buck Jones, Tom Mix, Ken Maynard, Charles Starrett, y John Wayne, entre otros. En su último film, Big Jim McLain (1952), protagonizado por John Wayne, hizo un pequeño papel sin créditos.
Wilsey se casó tres veces. Su primera mujer fue Frances Marie Conlee, con la que se casó el 3 de julio de 1915. Ambos tuvieron un hijo antes de divorciarse. Su segunda esposa se llamaba Laura (? - ?), y en 1933 se casó por última vez, con la actriz Genee Boutell, con la que permaneció hasta el momento de su muerte.
Tras retirarse del cine, Wilsey y Genee Boutell pasaron mucho tiempo a bordo de su barco, Ruana, de 42 metros de eslora. Con el mismo navegaron por el Océano Pacífico, llegando a lugares como México, Hawái y Tahití.
Jay Wisley falleció en 1961, en Los Ángeles, California, en el County General Hospital, a causa de un cáncer de pulmón. Tenía 65 años de edad. Sus restos fueron incinerados, y las cenizas entregadas a la familia, aunque según otras fuentes, fue enterrado en el Mountain View Cemetery and Mausoleum, en Altadena.

## Selección de su filmografía

### Actor
- 1924: Bringin' Home the Bacon, de Richard Thorpe.
- 1924: Fast and Fearless, de Richard Thorpe.
- 1924: Hard Hittin' Hamilton, de Richard Thorpe.
- 1924: Rarin' to Go, de Richard Thorpe.
- 1924: Thundering Romance, de Richard Thorpe.
- 1925: A Streak of Luck, de Richard Thorpe.
- 1925: Double Action Daniels, de Richard Thorpe.
- 1925: Full Speed, de Richard Thorpe.
- 1925: On the Go, de Richard Thorpe.
- 1925: Quicker'n Lightnin', de Richard Thorpe.
- 1925: Saddle Cyclone, de Richard Thorpe.
- 1925: The Desert Demon, de Richard Thorpe.
- 1926: Bad Man's Bluff, de Alvin J. Neitz.
- 1926: Coming an' Going, de Richard Thorpe.
- 1926: Deuce High, de Richard Thorpe.
- 1926: Rawhide, de Richard Thorpe.
- 1926: Speedy Spurs, de Richard Thorpe.
- 1926: The Bonanza Buckaroo, de Richard Thorpe.
- 1926: Trumpin' Trouble, de Richard Thorpe.
- 1927: Pals in Peril, de Richard Thorpe.
- 1927: Roarin' Broncs, de Richard Thorpe.
- 1927: The Galloping Gobs, de Richard Thorpe.
- 1927: The Interferin' Gent, de Richard Thorpe.
- 1927: The Obligin' Buckaroo, de Richard Thorpe.
- 1927: The Ridin' Rowdy, de Richard Thorpe.
- 1928: The Ballyhoo Buster, de Richard Thorpe.
- 1928: The Valley of Hunted Men, de Richard Thorpe.
- 1929: A Final Reckoning, de Ray Taylor.
- 1929: The Pirate of Panama, de Ray Taylor.
- 1930: Bar L Ranch, de Harry S. Webb
- 1930: Beyond the Rio Grande, de Harry S. Webb
- 1930: The Cheyenne Kid, de Jacques Jaccard.
- 1930: Way Out West, de Fred Niblo.
- 1930: Westward Bound, de Harry S. Webb
- 1931: Lightning Bill, de Victor Adamson.
- 1931: The Pueblo Terror, de Alvin J. Neitz
- 1931: Trails of the Golden West, de Leander De Cordova.
- 1932: Dynamite Denny, de Frank R. Strayer.
- 1932: Riders of Golden Gulch, de Clifford Smith.
- 1932: The Fighting Cowboy, de Victor Adamson.
- 1932: The Texan, de Clifford Smith .
- 1933: Deadwood Pass, de J. P. McGowan
- 1933: Terror Trail, de Armand Schaefer.
- 1934: Neath the Arizona Skies, de Harry L. Fraser
- 1934: Pals of the Prairie, de Charles Hutchison.
- 1934: Rawhide Romance, de Victor Adamson.
- 1934: Riding Speed, de Jay Wilsey.
- 1934: The Lawless Frontier, de Robert N. Bradbury.
- 1934: Wheels of Destiny, de Alan James.
- 1935: Five Bad Men, de Clifford Smith.
- 1935: Phantom Empire, de Otto Brower.
- 1935: Radio Ranch, de B. Reeves Eason.
- 1935: Rainbow Valley, de Robert N. Bradbury.
- 1935: Ranger of the Law, de Robert J. Horner
- 1935: Texas Terror, de Robert N. Bradbury.
- 1935: The Whirlwind Rider, de Robert J. Horner
- 1935: Trails of Adventure, de Buffalo Bill Jr.
- 1936: Avenging Waters, de Spencer Gordon Bennet.
- 1936: Heroes of the Range, de Spencer Gordon Bennet.
- 1937: Law of the Ranger, de Spencer Gordon Bennet.
- 1937: Ranger Courage, de Spencer Gordon Bennet.
- 1937: Reckless Ranger, de Spencer Gordon Bennet.
- 1937: The Rangers Step in, de Spencer Gordon Bennet.
- 1939: Blue Montana Skies, de B. Reeves Eason.
- 1940: Men With Steel Faces, de B. Reeves Eason.
- 1941: The Lone Rider Crosses the Rio, de Sam Newfield.
- 1941: The Lone Rider in Ghost Town, de Sam Newfield.

### Director
- 1933: Trails of Adventure
- 1934: Riding Speed